# Glynn Lunney
Pour les articles homonymes, voir Lunney.
Glynn Stephen Lunney (né le 27 novembre 1936 à Old Forge et mort le 19 mars 2021 à Clear Lake City) est un ingénieur en aérospatiale et directeur de vol américain de la National Aeronautics and Space Administration (Nasa).
Il est employé de la Nasa dès sa fondation en 1958 et devient directeur de vol des programmes Gemini et Apollo. Il assure cette fonction pendant les moments historiques des missions Apollo 11 et Apollo 13. Lors de l'achèvement du programme Apollo, il dirige le développement de la mission Apollo-Soyouz, première collaboration américano-soviétique dans l'espace. Il dirige ensuite le programme de la navette spatiale américaine avant de quitter la Nasa, en 1985, pour devenir vice-président de la société United Space Alliance.
Lunney est un personnage central du programme spatial américain depuis le programme Mercury jusqu'au programme de la navette spatiale américaine. Il reçoit plusieurs récompenses pour son travail, dont le National Space Trophy décerné par le Rotary en 2005. Christopher Kraft, le premier directeur de vol de la Nasa, décrit Lunney comme « un vrai héros de l'ère spatiale », disant qu'il est « l'un des plus éminents contributeurs de l'exploration spatiale des quatre dernières décennies ».

## Biographie

### Enfance, études et début de carrière au Naca
Glynn Stephen Lunney naît et grandit dans la ville minière d'Old Forge, dans le comté de Lackawanna, en Pennsylvanie. Il est le fils aîné de William Lunney, un soudeur et ancien mineur, qui encourage son fils à faire des études et à trouver un emploi loin des mines. Il est diplômé de l'école préparatoire de Scranton (en) en 1953.
Un intérêt d'enfance pour les modèles réduits d'avions amène Lunney à étudier l'ingénierie à l'université. Après des études à l'université de Scranton entre 1953 et 1955, il est muté à l'université du Detroit Mercy, où il s'inscrit au programme de formation en coopération du Lewis Research Center (futur Glenn Research Center) de Cleveland, dans l'Ohio. Ce centre fait partie du National Advisory Committee for Aeronautics (Naca), une agence fédérale américaine créée pour promouvoir la recherche aéronautique. Les étudiants formés en coopération de la Naca participent à un programme combinant travail et études, leur offrant ainsi la possibilité de financer leurs diplômes universitaires tout en acquérant une expérience en aéronautique. Lunney obtient son baccalauréat universitaire en sciences en génie aérospatial en juin 1958.
Après l'obtention de son diplôme, Lunney reste au Naca. Il commence son travail en tant que chercheur en dynamique aérospatiale au Lewis Research Center, où il collabore avec une équipe chargée d'étudier la thermodynamique des véhicules lors de la réintégration à grande vitesse. À l'aide d'un bombardier Martin B-57, l'équipe envoie de petites roquettes dans l'atmosphère pour prendre des mesures.

### Carrière à la Nasa

#### Programme Mercury

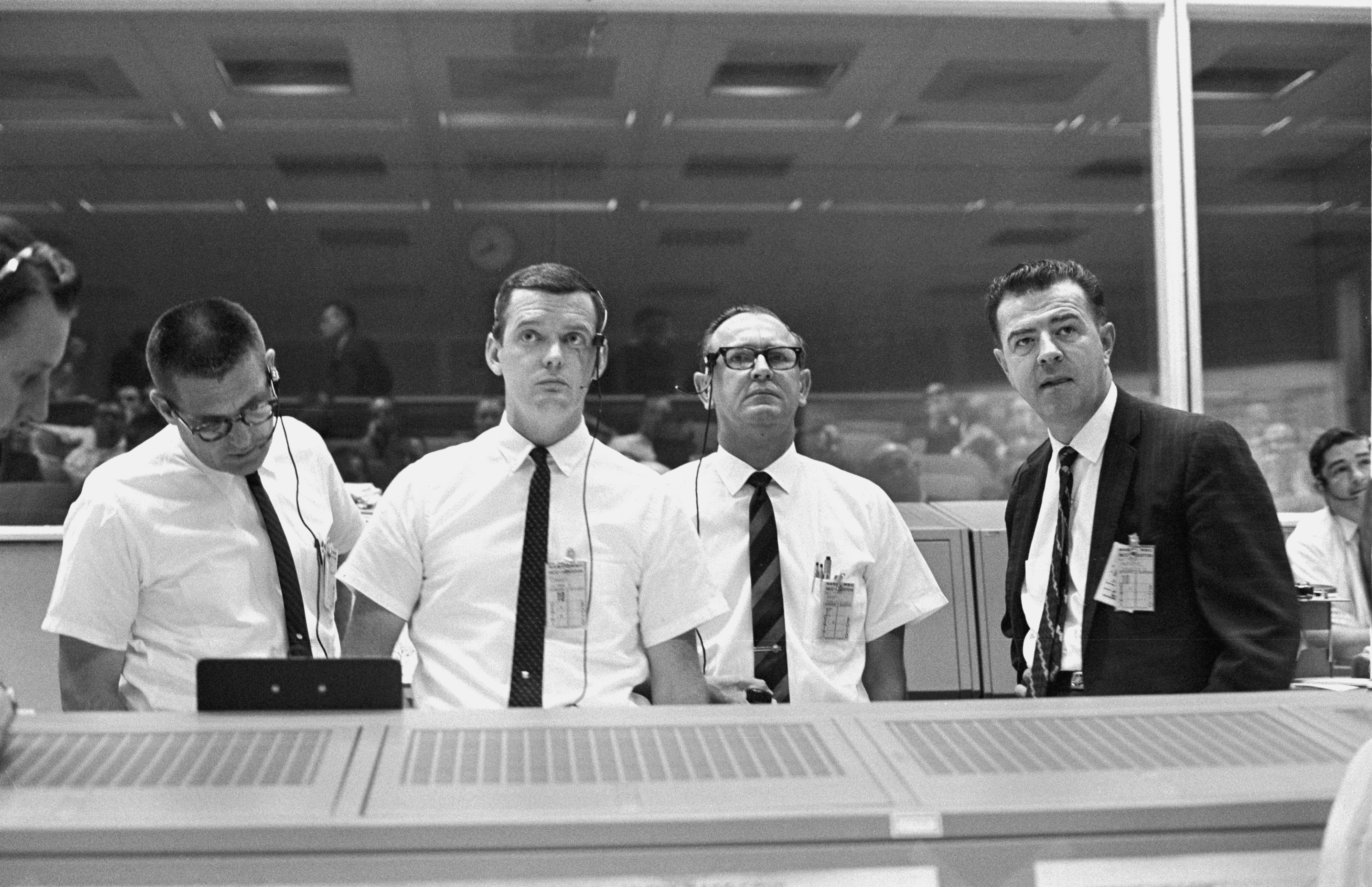
, Glynn Lunney, Christopher Kraft et Charles W. Mathews, durant la mission Gemini 10 le 18 juillet 1966.

À peine un mois après la fin de ses études, le président des États-Unis Dwight D. Eisenhower signe la création de la National Aeronautics and Space Administration (Nasa) dont dépend le Naca. Le moment est parfait car, comme Lunney le dit plus tard, « le vol spatial n'existait pas avant le mois où je suis sorti de l'université ». Lunney est rapidement transféré au centre de recherche Langley de Hampton, en Virginie, où il devient en septembre 1959 membre du Groupe de travail sur l'espace, un organe chargé de la création du programme spatial habité de la Nasa. Âgé de vingt et un ans, il est le plus jeune des quarante-cinq membres du groupe. Sa première mission est avec le groupe de simulation du centre de contrôle de mission, qui planifie les simulations utilisées pour former les contrôleurs de vol et les astronautes à l'expérience encore inconnue du vol spatial habité.
Membre de la division des opérations aériennes, Lunney est l'un des ingénieurs responsables de la planification et de la création de procédures pour le programme Mercury, le premier programme spatial habité américain. Il prend part à la rédaction du premier ensemble de règles de mission, qui régissent les contrôleurs de vol et les astronautes. Après Mercury, Lunney devient, après Tecwyn Roberts, le deuxième homme à occuper le poste de responsable de la dynamique de vol (Flight dynamics officer, FIDO) dans le Centre de contrôle Mercury, contrôlant ainsi la trajectoire de l'engin spatial et prévoyant les éventuels ajustements. Son collègue Gene Kranz le décrit comme « le pionnier des opérations de trajectoire, qui a transformé son art d'un art pratiqué par quelques-uns en une science pure ». C'est au cours de ces années que Lunney devient le protégé du directeur de vol Christopher Kraft, une relation qui s'étendra sur une vingtaine d'années.
Lunney travaille à la fois dans le centre de contrôle de mission et sur des sites distants : pendant la mission Mercury-Atlas 6 de John Glenn, le premier vol spatial orbital américain, il exerce les fonctions de FIDO aux Bermudes. En septembre 1961, le Groupe de travail sur l'espace de la Nasa est réorganisé pour devenir le Manned Spacecraft Center (futur Centre spatial Lyndon B. Johnson) et s'installe à Houston, au Texas, où Lunney déménage. Là-bas, il devient responsable de la section logique mission et matériel informatique où il définit et supervise les besoins en matière d'information et d'affichage de la division de la dynamique de vol au sein du nouveau centre de contrôle de mission (le futur Centre de contrôle de mission Christopher C. Kraft Jr.).

#### Programme Gemini

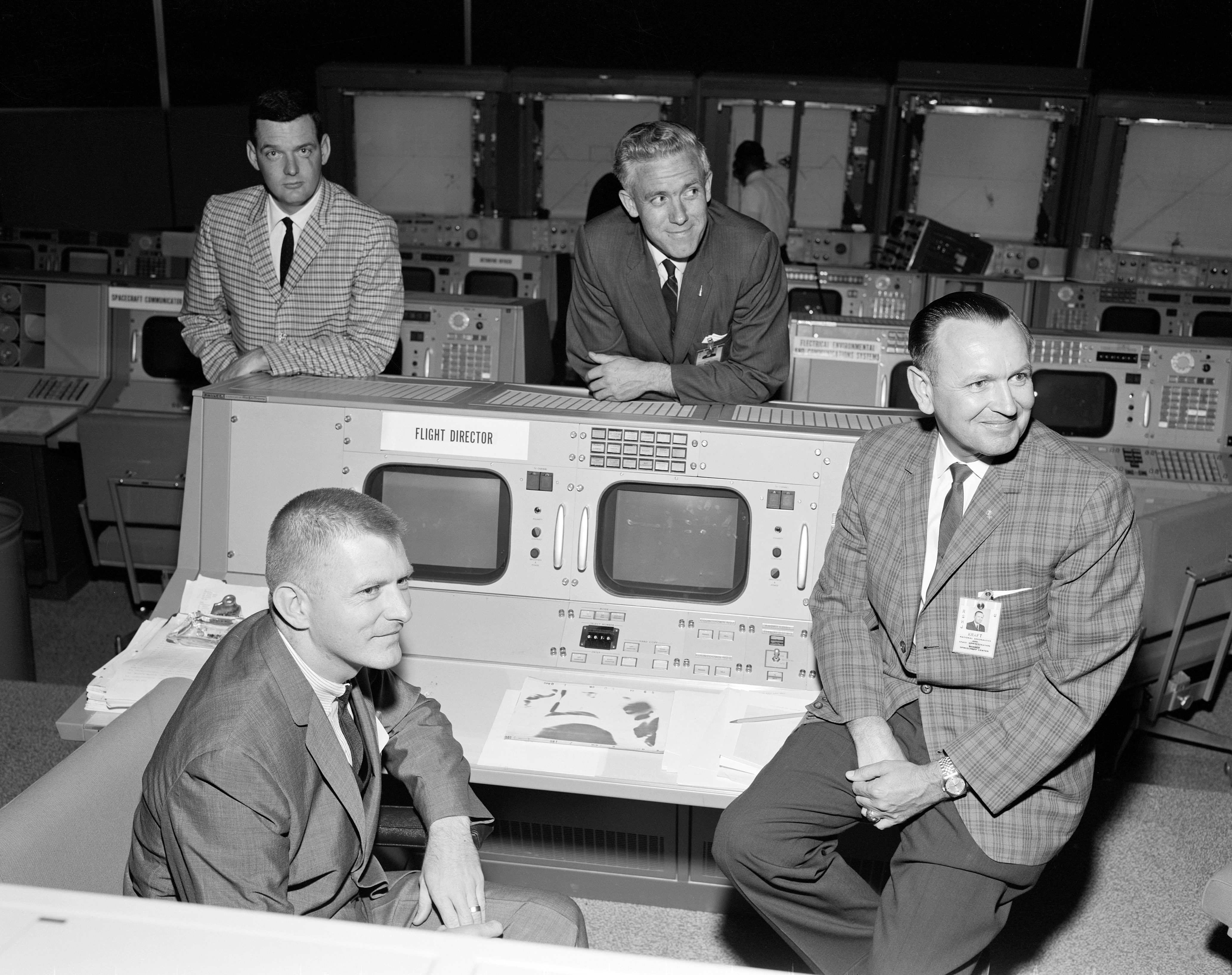
Gene Kranz, Glynn Lunney, John Hodge et Christopher Kraft en 1965.

Le programme Gemini constitue un pas en avant pour le programme spatial habité de la Nasa : la capsule Gemini est plus grande et plus avancée que celle du programme Mercury et elle est capable de contenir deux hommes pendant une mission pouvant durer jusqu'à deux semaines. En raison de la durée plus longue des missions, le centre de contrôle de mission commence à être occupé par équipes. En 1964, Christopher Kraft choisit Glynn Lunney et Gene Kranz pour le rejoindre lui et son adjoint, John Hodge, comme directeurs de vol. Âgé de vingt-huit ans à peine, Lunney est le plus jeune des quatre.
Lunney travaille comme équipe de secours sur Gemini 3, prenant en charge le centre de contrôle de mission nouvellement créé à Houston, à une époque où les vols sont toujours contrôlés depuis Cap Canaveral, en Floride. Sur Gemini 4, il travaille encore une fois comme équipe de secours, cette fois en Floride, pour la première mission entièrement contrôlée depuis Houston. Après avoir passé quelque temps sur des tests sans équipage pour le programme Apollo, il retourne au poste de directeur de vol pour Gemini 9, Gemini 10, Gemini 11 et Gemini 12.

#### Programme Apollo
Comme pour le programme Mercury, Lunney est impliqué dans le programme Apollo dès le début. Il prend en charge les essais du « boilerplate » — une reproduction non fonctionnelle mais à taille réelle de la capsule pour des tests de masses — de la capsule Apollo, dans le cadre du système d'abandon de mission Apollo au polygone d'essais de missile de White Sands. Cela a lieu pendant le programme Gemini et il est directeur de vol lors du premier vol d'essai sans pilote Saturn V, SA-501.

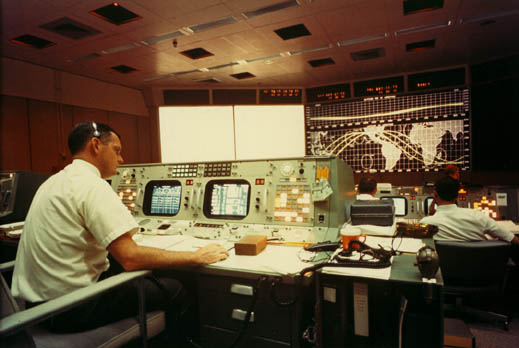
Glynn Lunney sur sa console lors d'Apollo 7 le 11 octobre 1968.

Néanmoins, il n'est pas prévu pour servir de directeur de vol lors de la première mission Apollo habitée, plus tard rebaptisée Apollo 1. Lors du test de démonstration du compte à rebours ayant entraîné l'incendie d'Apollo 1, Lunney est à la maison en train de dîner avec l'astronaute William Anders et sa femme. Il est appelé au centre de contrôle de mission lorsque l'incendie se produit. Comme il s'en souvient, c'est « un coup de poing énorme dans le ventre pour nous tous ». La mort des astronautes Virgil Grissom, Edward White et Roger B. Chaffee à la suite de l'incendie laissent Lunney et ses collègues de la Nasa de l'interrogation sur une possible faiblesse de la prise en compte des risques encourus dans leurs volontés de respecter le calendrier du président John Fitzgerald Kennedy consistant à poser un homme sur la Lune avant la fin de la décennie. « Peut-être », dit Lunney plus de trente ans plus tard, « nous avions eu un peu trop confiance en nous ».
Lunney attire l'attention des médias en 1968, lorsqu'il est directeur de vol en chef sur Apollo 7, qui est finalement le premier des vols Apollo habités. Cette mission, qui a lieu après l'incendie d'Apollo 1, est un test important pour le programme Apollo et est particulièrement stressante pour les astronautes et les contrôleurs. Lunney a la responsabilité principale de traiter avec le commandant de la mission, Walter Schirra, qui a plusieurs fois discutés les ordres du sol. Bien que pressé par les journalistes lors de conférences de presse, Lunney reste diplomate et ne critique pas Schirra. En privé, cependant, il est exaspéré et assure plus tard à son équipe de jeunes contrôleurs que « les vols spatiaux habités sont généralement meilleurs que ceux-là ». Il fait également preuve de diplomatie à propos du commentaire sarcastique de Donn Eisele au Capsule Communicator (CAPCOM) selon lequel il « aimerait rencontrer l'homme, ou qui que ce soit qui a imaginé ce petit bijou ». Le « joyau » s'est avéré être celui de Lunney.

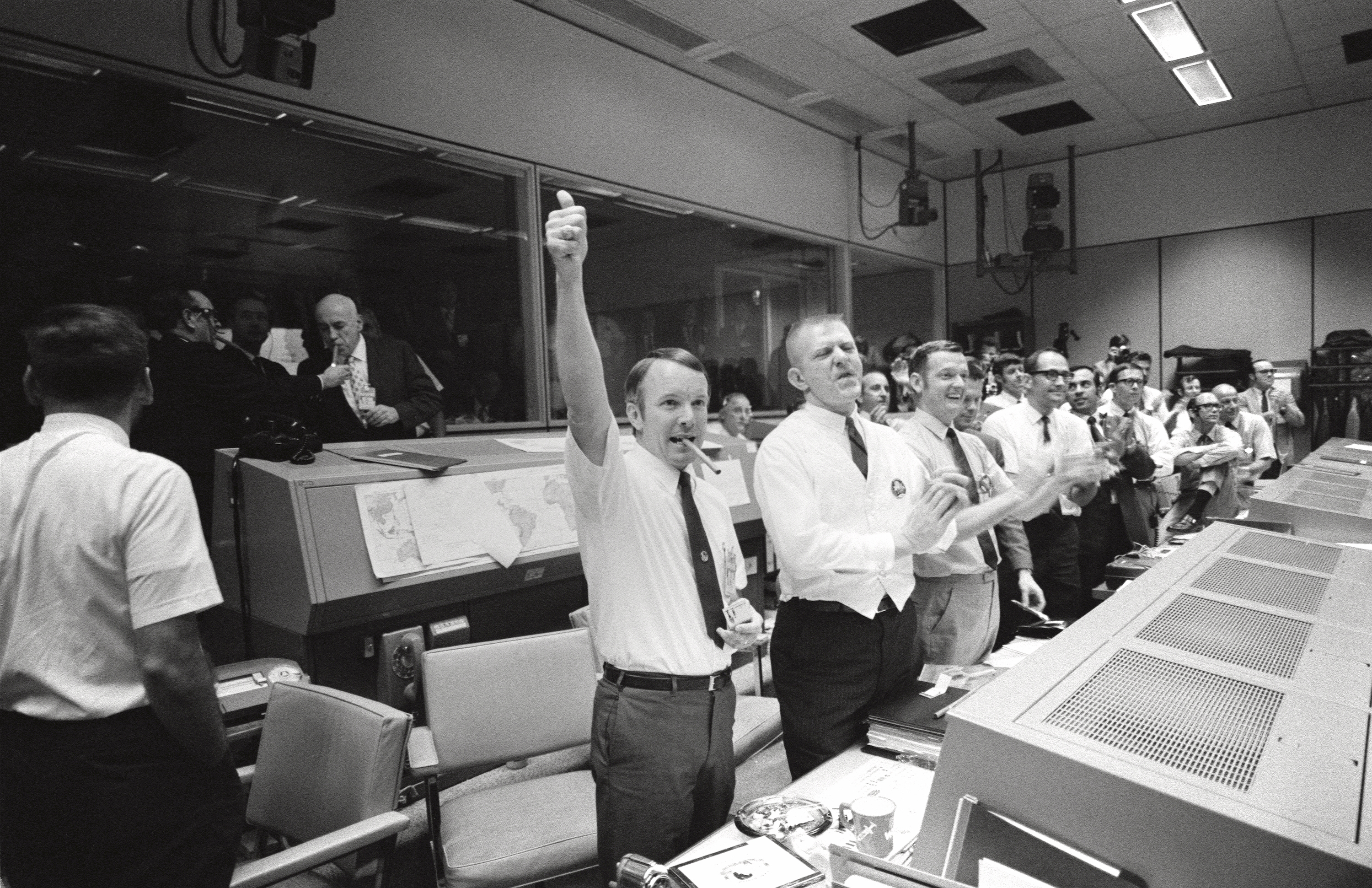
Trois directeurs de vol (Gerald D. Griffin, Gene Kranz et Lunney) se félicitent de l'amerrissage du module de commande d'Apollo 13, tandis que Robert Gilruth et Christopher Kraft, allume leurs cigares le 17 avril 1970.

En tant que directeur de vol, Lunney est connu pour sa bonne mémoire et sa capacité à réfléchir vite, traits qui peuvent parfois poser problème à son équipe de contrôleurs de vol. « Glynn vous [rend] fou », a déclaré Jay Greene (en), un autre contrôleur, « parce que son esprit [s'emballe] si vite qu'il [peut agir] plus rapidement que ce que vous [ne pouvez] absorber […] ».
Lunney est de service en juillet 1969 lorsque le module lunaire d'Apollo 11 atteint la surface de la Lune.
Lunney joue un rôle clé durant la crise d'Apollo 13. Une heure après l'explosion du réservoir d'oxygène qui menace la vie de l'équipage, Lunney et son équipe sont confrontés au défi sans précédent de devoir alimenter le module lunaire Apollo rapidement, tout en lui transférant des données de guidage et de navigation, puisque le module de commande et de service Apollo était en train de devenir hors service. Son excellente mémoire et sa vivacité d'esprit sont essentielles au succès de son équipe au cours des heures qui suivent. Ken Mattingly, l'astronaute qui a été écarté de l'équipage d'Apollo 13 en raison de la rubéole, qualifie plus tard la performance de Lunney de « plus magnifique démonstration de leadership personnel que je n'ai jamais vue ». Le lendemain de l’amerrissage d'Apollo 13, Lunney se joint à ses collègues directeurs de vol pour accepter la médaille présidentielle de la Liberté en tant que membre de l'équipe d'opérations de la mission Apollo 13. Le prix lui est remis par le président Richard Nixon lors d'une cérémonie au Manned Spacecraft Center le 18 avril 1970.

#### Apollo-Soyouz

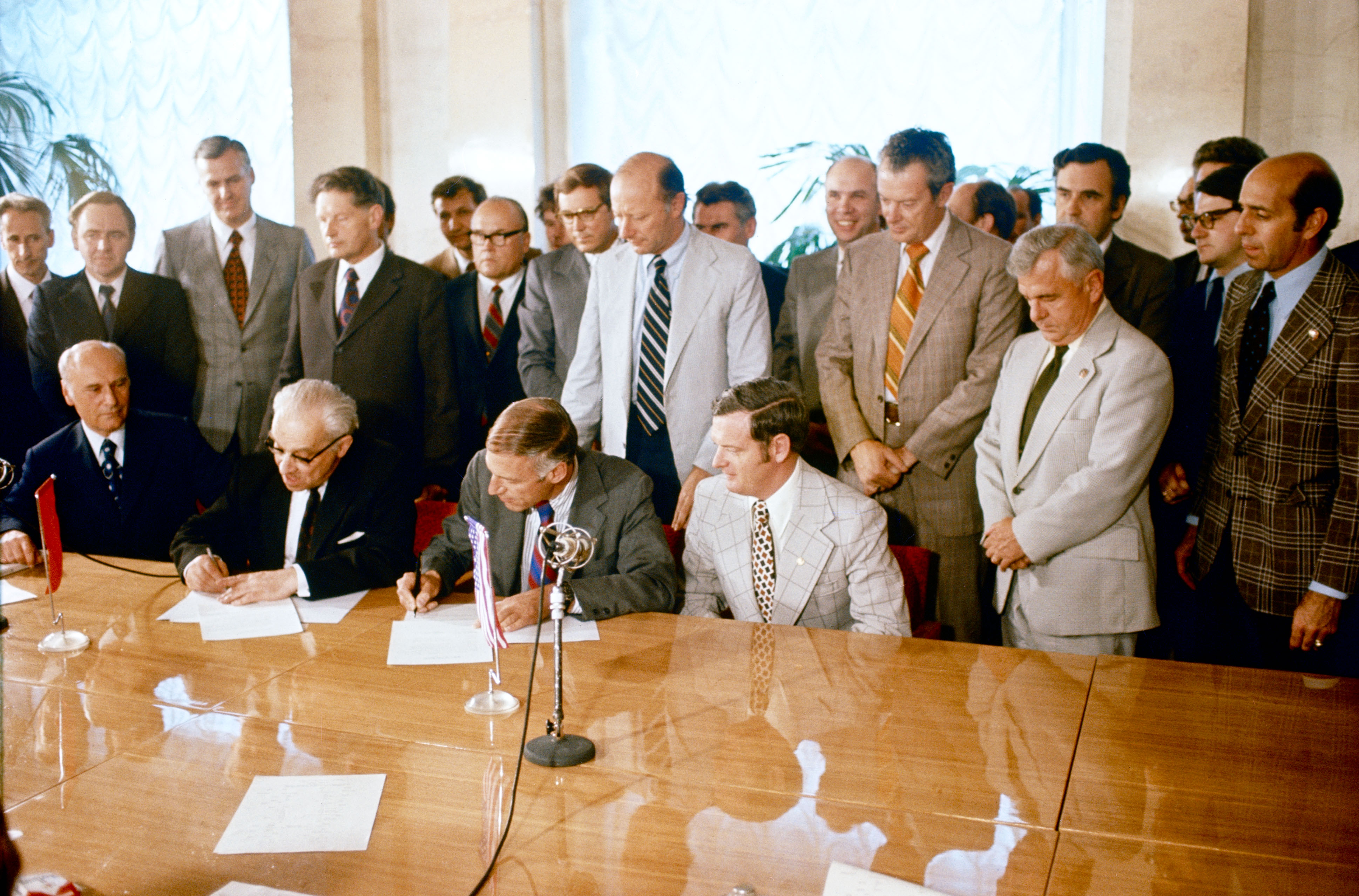
La signature d'accord d'Apollo-Soyouz le 22 mai 1975 à Moscou. Vladimir Kotelnikov et George Low (au centre) apposent leur signature tandis que Glynn Lunney (droite en costume à carreau) les observe.

En 1970, alors qu'il est toujours directeur de vol, Lunney est choisi pour faire partie d'une délégation de la Nasa en Union des républiques socialistes soviétiques (URSS). Celle-ci doit discuter de la possibilité d'une coopération entre les deux pays dans le domaine des vols spatiaux habités. Lunney, informé de ces plans lors d'une conférence début octobre, est peu à l'aise dans ce type d'échanges : « je ne savais rien sur [les pourparlers proposés] jusqu'à ce moment-là ». Le voyage a lieu fin octobre. Lors de son séjour à Moscou, Lunney présente aux ingénieurs soviétiques les techniques utilisées par la Nasa pour les rendez-vous orbitaux, ainsi que les modifications à faire pour réaliser un rendez-vous entre les vaisseaux spatiaux américain et soviétique. L'accord technique qu'il aide à rédiger jette les bases de la mission qui deviendra Apollo-Soyouz (Apollo-Soyuz Test Project, ASTP). Il s'agit d’une mission conjointe, dont le point culminant est un amarrage entre un vaisseau spatial américain Apollo et un Soyouz soviétique.
Lunney est nommé directeur technique d'Apollo-Soyouz l'année suivante. En tant que directeur technique, il effectue plusieurs autres voyages en Union soviétique, aidant à négocier l'accord en dix-sept points qui devait régir la conduite de la mission. Il participe également à des groupes de travail à Houston pour traiter les détails techniques du projet. Selon un article du New York Times, il suit des cours de russe pour mieux se préparer au rôle.
Le 13 juin 1972, Lunney se voit confier la responsabilité générale du projet. Il est désormais chargé non seulement de nouer un partenariat avec les Soviétiques, mais également de planifier la mission et de négocier avec le constructeur de vaisseau spatial américain, Rockwell. La performance de Lunney pendant Apollo 13 et pendant les négociations avec les Soviétiques fait de lui une personne respectée, y compris par Christopher Kraft, alors directeur du centre spatial Lyndon B. Johnson. En 1973, Lunney devient directeur du bureau du programme du vaisseau spatial Apollo, un poste qui lui confie la responsabilité de l'engin spatial Apollo utilisé lors des missions Skylab, ce qui lui donne plus d'autorité dans ses fonctions de chef d'Apollo-Soyouz.
La mission Apollo-Soyouz a lieu en juillet 1975. Certains journalistes la qualifie de « cirque spatial coûteux », estimant que cela gaspille des fonds de la Nasa qui auraient pu être mieux utilisés pour des projets tels que Skylab. Cependant, Lunney soutient le projet, affirmant dans un entretien ultérieur qu'il ne pense pas que le niveau de coopération nécessaire pour construire la Station spatiale internationale aurait été atteint si Apollo-Soyouz n'avait pas jeté les bases du projet.

#### Programme de la navette spatiale américaine

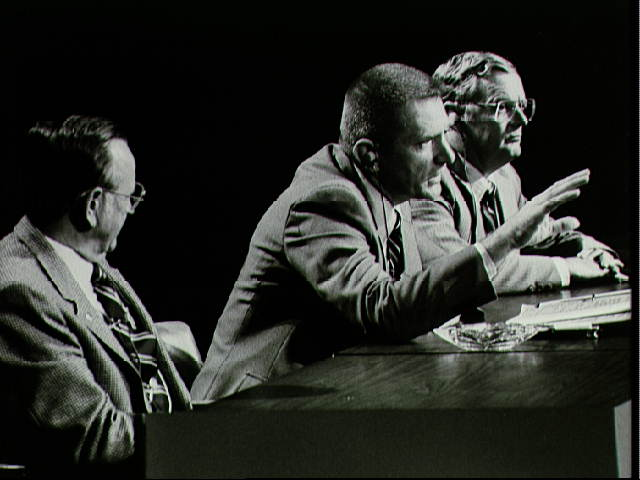
Glynn Lunney (droite) en tant que responsable du programme de la navette spatiale américaine, lors d'une conférence de presse avec Christopher Kraft et Gene Kranz en 1981.

Une fois la mission Apollo-Soyouz terminée, Lunney devient responsable du programme d'intégration et de développement de la charge utile de la navette spatiale américaine. Au cours de cette période, il est prévu que la flotte de navettes spatiales de la Nasa effectuerait de très fréquentes missions et que chaque orbiteur transporterait des charges utiles commerciales ainsi que des missions pour des organismes gouvernementaux tels que le département de la Défense et le Jet Propulsion Laboratory (JPL). Le programme d'intégration de la charge utile est chargé de déterminer comment répondre aux diverses demandes de ces clients et comment intégrer au mieux les charges utiles mixtes dans la soute de la navette. Pendant ces années, Lunney travaille également au siège de la Nasa à Washington en tant qu'administrateur adjoint pour les vols spatiaux et plus tard en tant qu'administrateur associé par intérim pour les opérations de transport spatial.
En 1981, Lunney devient responsable du programme de la navette spatiale américaine, un poste de haut niveau dans lequel il est responsable de la définition du programme en développement. Ses responsabilités sont vastes et comprennent la supervision de la planification, de la budgétisation et de la planification des programmes, ainsi que l'ingénierie des systèmes et la planification des missions. Au cours des vols antérieurs de navette, il participe à la détermination des délais nécessaires pour le lancement, mais cette responsabilité est ensuite largement transférée à des niveaux inférieurs de la hiérarchie.
Nombre de ses collègues s'attendent à ce que Lunney succède à son mentor, Christopher Kraft, en tant que directeur du centre spatial Lyndon B. Johnson. Cependant, lorsque Kraft prend sa retraite en 1982, c'est Gerald D. Griffin, ancien directeur des vols d'Apollo, qui se voit proposer le poste.
En 1985, Lunney décide de quitter la Nasa, estimant que le programme de la navette spatiale l'a épuisé physiquement et mentalement et qu'il est temps pour un nouveau type de défi. Bien qu'il ait pris sa retraite de la Nasa l'année précédente, il est appelé à témoigner devant un comité à la suite de l'accident de la navette spatiale Challenger. En effet, lorsqu'il était responsable du programme de navette, il avait signé un document qui permettait à Challenger d'être lancée même si les joints de ses puissants propulseurs d'appoint à poudre avaient été récemment redéfinis comme des systèmes non redondants. Toutefois, ses actions ne sont pas inhabituelles dans la pratique de l'époque à la Nasa, soumis à un contexte de fortes pressions.

### Carrière à Rockwell

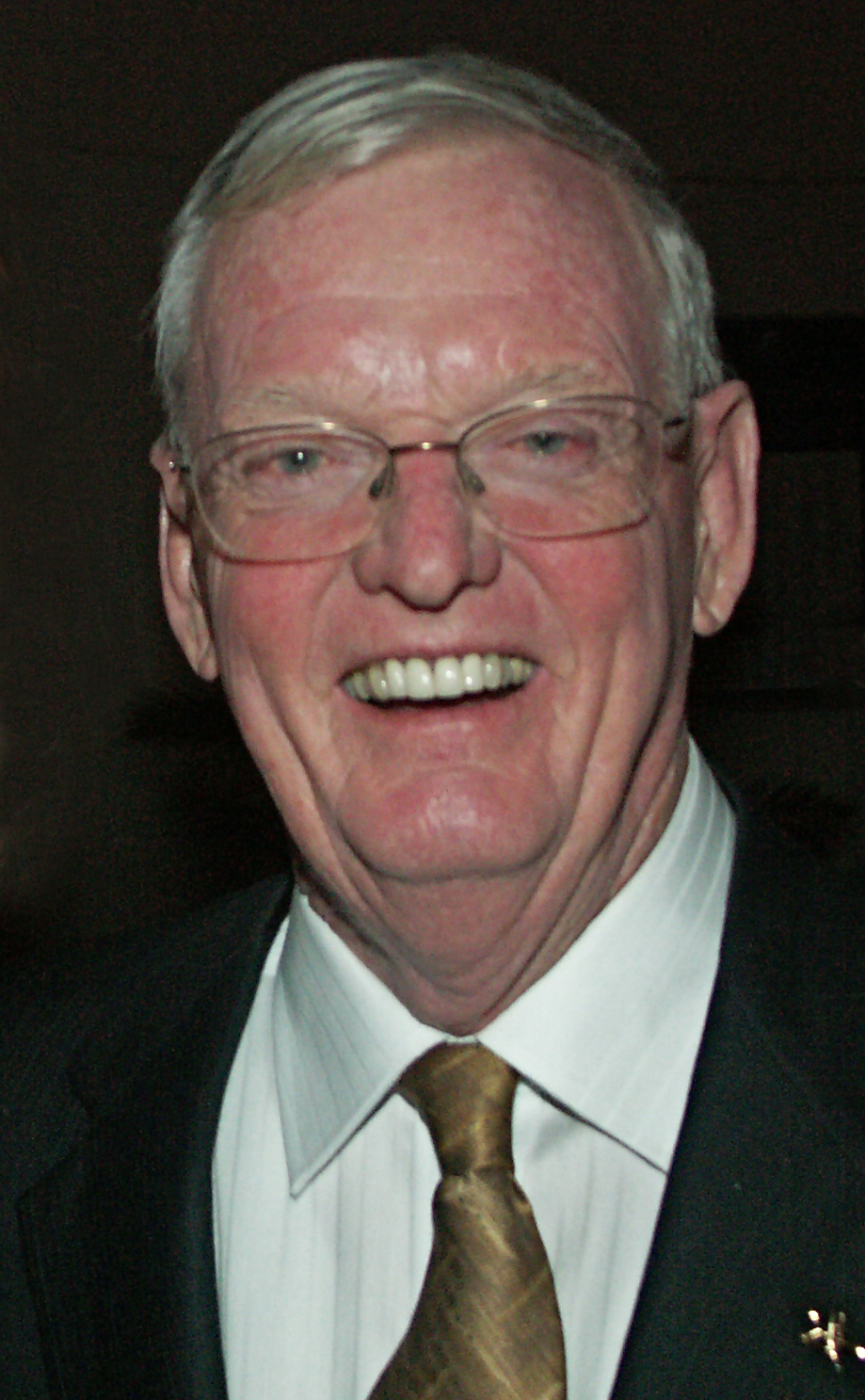
Lunney en décembre 2008.

À son départ de la Nasa en 1985, Lunney occupe un poste chez Rockwell International, l'entreprise chargée de la construction, de l'exploitation et de la maintenance de la navette spatiale américaine. Au début, il travaille en Californie, dirigeant une division de Rockwell qui construit des satellites pour le Global Positioning System (GPS). C'est sa première expérience avec un vaisseau spatial non habité. En 1990, il retourne à Houston en tant que président de la Rockwell Space Operations Company, qui fournit un appui aux opérations aériennes du centre spatial Lyndon B. Johnson et emploie environ 3 000 personnes. Pour Lunney, cela représente un retour à ses racines dans les opérations de mission, qu'il a quitté vingt ans auparavant.
En 1995, Rockwell s'associe à son concurrent Lockheed Martin pour former United Space Alliance, une organisation en copropriété créée pour fournir un soutien opérationnel à la Nasa, ainsi que pour assumer certaines des fonctions précédemment remplies par les employés de la Nasa. Lunney devient vice-président et directeur de programme des opérations de vol spatial de l'United Space Alliance à Houston. Il reste à ce poste jusqu'à sa retraite en 1999.

### Vie privée
Pendant ses années au Lewis Research Center, Lunney rencontre Marilyn Kurtz, qui y travaille comme infirmière. Ils se marient en 1960 et ont quatre enfants : Jennifer, Glynn Jr., Shawn et Bryan. Leur fils cadet, Bryan Lunney (en), est également entré à la Nasa,, devenant directeur de vol en 2001 et travaillant en vingt ans sur une cinquantaine de missions comme STS-115, STS-120, STS-123, STS-131 et STS-133.
Pendant ses loisirs, Lunney aime faire du golf et de la voile. Au cours des années 1960, la famille possède un voilier pour pratiquer dans la baie de Galveston.

## Distinctions et postérité

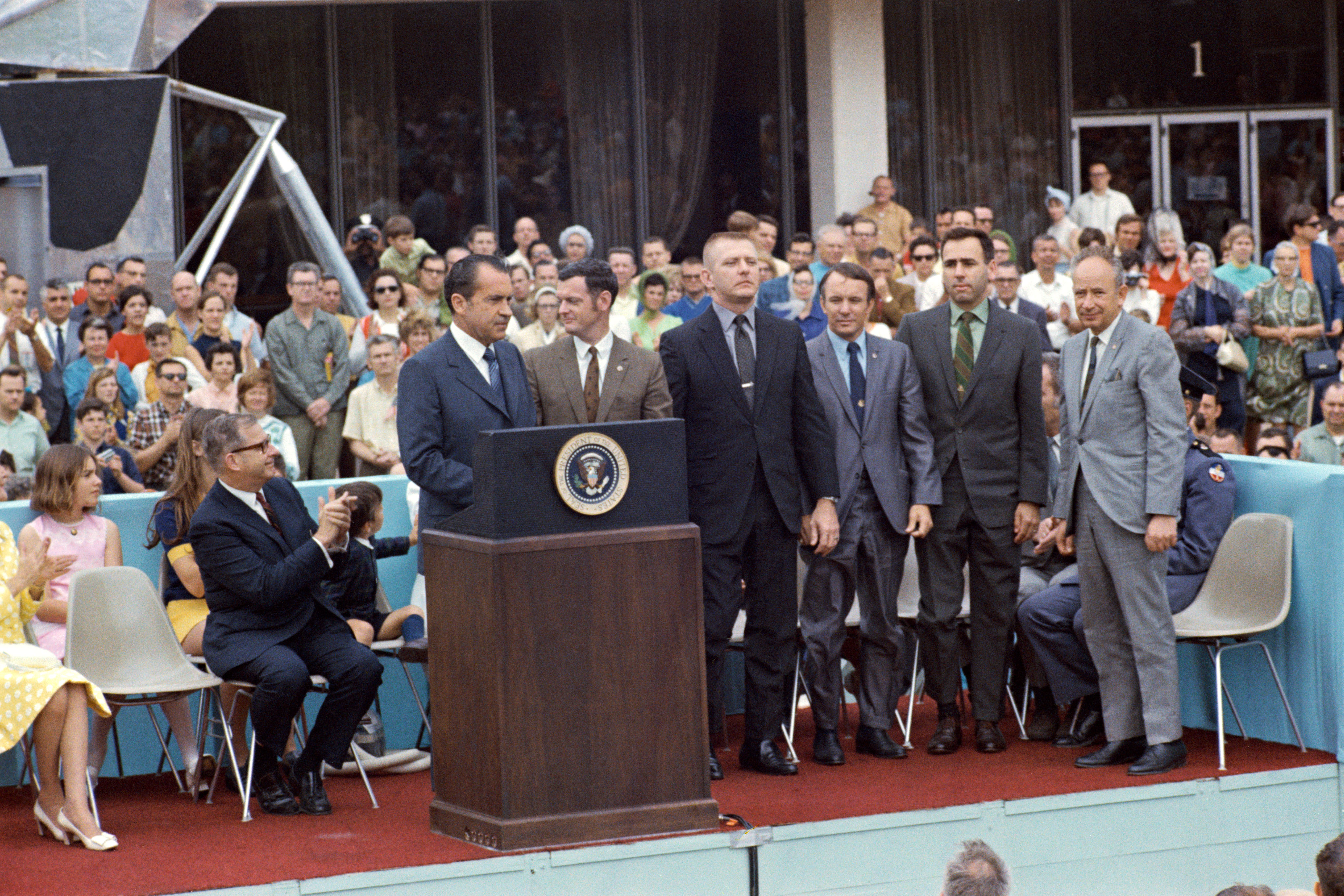
Le président Richard Nixon aux côtés de directeurs de vol dont Lunney, Gene Kranz, Gerald D. Griffin et Milton Windler lors de la remise de la médaille présidentielle de la Liberté à des membres d'Apollo 13 le 18 avril 1970.

Lunney est membre de l'Union américaine d'astronomie (AAS) et de l'American Institute of Aeronautics and Astronautics (AIAA). En 1971, il reçoit un doctorat honorifique de l'université de Scranton. Il reçoit également de nombreux prix de la Nasa, notamment trois prix d'excellence de groupe, deux médailles du service exceptionnel et trois médailles du service distingué.
En 2005, il reçoit le National Space Trophy décerné par le Rotary. Le prix est décerné à des personnes qui ont apporté une contribution exceptionnelle et variée au programme spatial américain. Parmi les gagnants précédents se trouvent par exemple Christopher Kraft et Neil Armstrong, l'astronaute d'Apollo 11 et premier homme sur la Lune. Sur Lunney, un officiel déclare : « L'innovation et le dévouement de Lunney au programme américain de vols spatiaux a établi une norme pour les générations actuelles et futures d'explorateurs de l'espace. Comme responsable, il a inspiré son équipe lorsque des défis se présentaient ; comme explorateur, il se tournait toujours vers l'avenir et voyait les possibilités et les avantages infinis du voyage de l'homme dans l'espace ».
Tracy Lamm, l'une des responsables du musée du centre spatial Lyndon B. Johnson précise lui « Ses efforts remarquables ont profité à l'exploration spatiale depuis plus de 50 ans […] Il est un véritable héros de l'espace et une personne qui a fourni un leadership significatif à de nombreuses missions ». Un scientifique résident du musée qualifie lui Lunney « d'icône » des vols habités.
Christopher Kraft, le premier directeur de vol de la Nasa, décrit Lunney comme « un vrai héros de l'ère spatiale », disant qu'il est « l'un des plus éminents contributeurs de l'exploration spatiale des quatre dernières décennies ».
En 2008, Lunney reçoit le prix Elmer A. Sperry, conjointement avec Thomas Stafford, Alexeï Leonov et Konstantin Bushuyev, pour leurs travaux sur la mission Apollo-Soyouz et la conception de l'interface d'amarrage Apollo-Soyouz.
Dans le film Apollo 13 (1995), Glynn Lunney est joué par l'acteur Marc McClure. Cependant, McClure a un rôle relativement mineur. L'essayiste Charles Murray déplore notamment le fait que Lunney soit « à peine visible dans le film », éclipsé par l'attention portée à l'autre directeur des vols Gene Kranz. « Sans négliger le rôle de Kranz », déclare Murray, « le monde devrait se rappeler que c'est Glynn Lunney […] qui a orchestré un chef-d'œuvre d'improvisation qui a permis aux astronautes de passer en toute sécurité au module lunaire tout en évitant une douzaine de catastrophes potentielles qui auraient pu les condamner ». Lunney apparaît dans de nombreux documentaires sur le programme spatial, notamment en lien avec la mission Apollo 13.

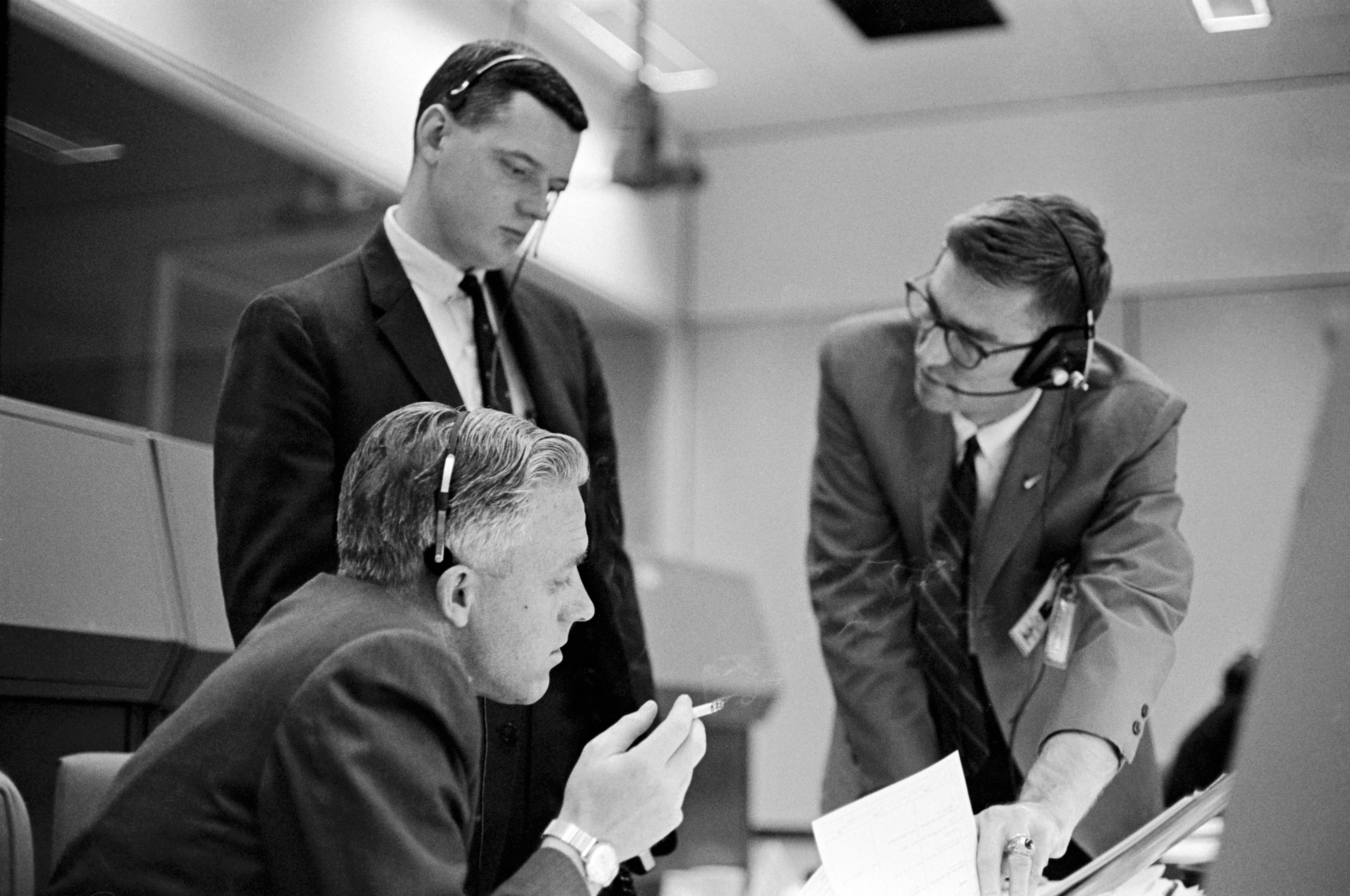
Lunney avec John Hodge et Jones Roach durant Gemini 3, le 23 mars 1965.
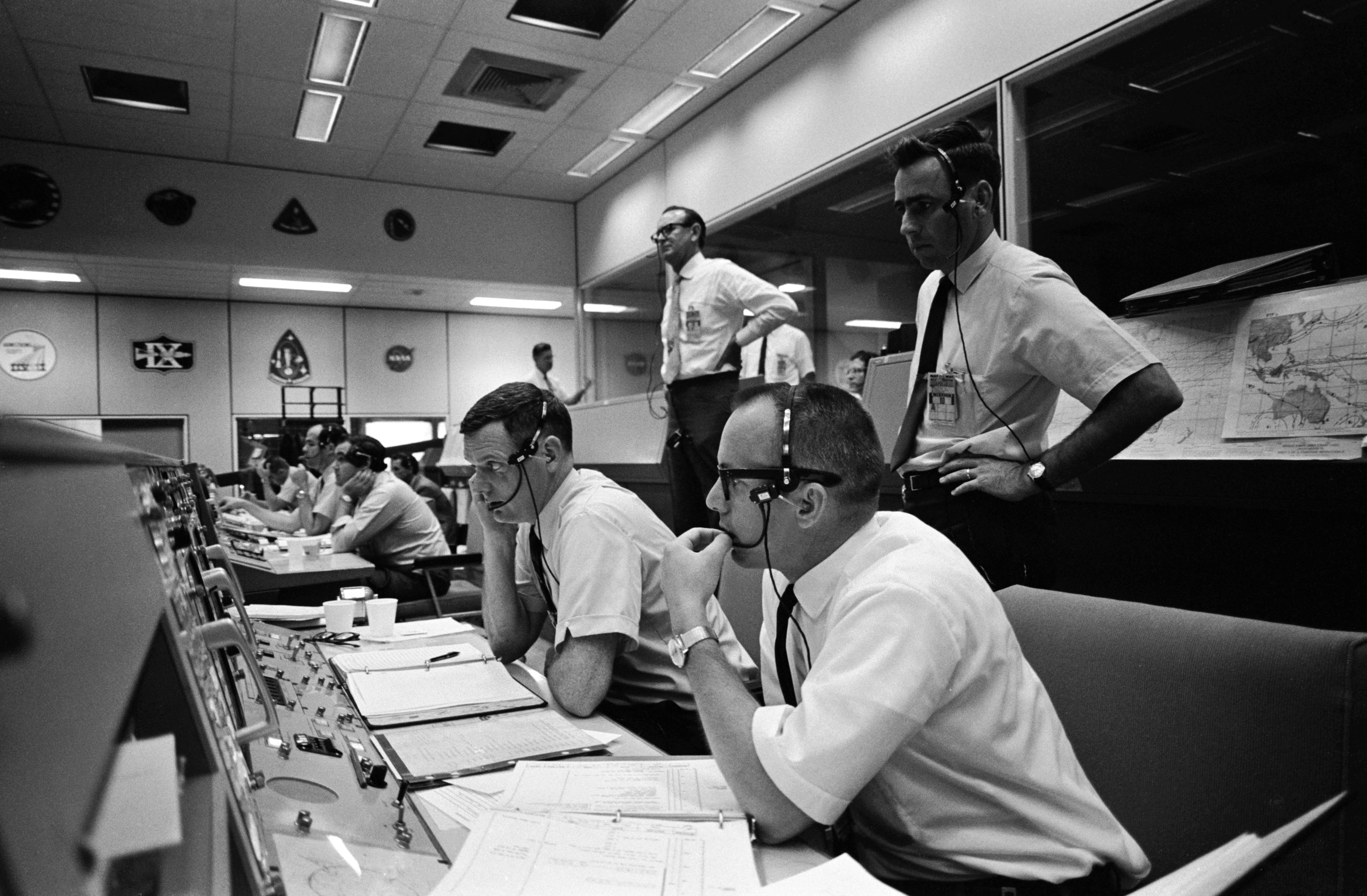
Lunney (derrière Gerald D. Griffin) lors d'Apollo 10 le 18 mai 1969.
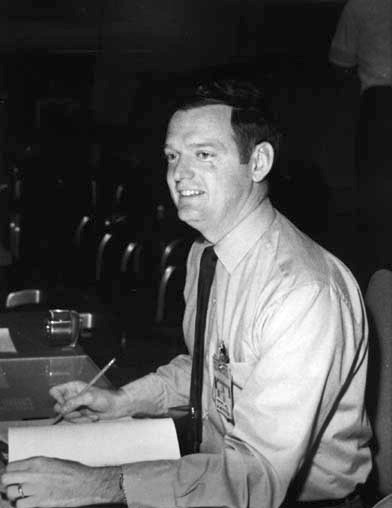
Lunney lors d'Apollo 16 en avril 1972.